# Wendy Cope
Wendy Cope (sinh ngày 21 tháng 7 năm 1945) là một nữ nhà thơ người Anh, được coi là một trong những gương mặt sáng giá nhất của thi ca Anh đương đại.
Cope sinh ở Erith, Kent. Tốt nghiệp khoa sử Đại học Oxford và 15 năm sau đó làm giáo viên ở trường tiểu học. Năm 1981, Cope trở thành biên tập viên cho tạp chí Contact. Năm năm sau trở thành một nhà văn tự do và là phóng viên của tạp chí The Spectator cho đến năm 1990.
Bốn tập thơ chính đã được công bố. Tập thơ đầu tay: Pha Cacao cho Kingsley Amis (Making Cocoa for Kingsley Amis, 1986) ngay lập tức mang lại sự nổi tiếng cho tác giả của nó. Tiếp đó là các tập thơ: Những mối quan tâm nghiêm túc (Serious Concerns, 1992), Nếu tôi không biết (If I Don't Know, 2001) và Hai Vị thuốc cho Tình (Two Cures for Love, 2008).
Bà cũng đã biên tập một số tuyển tập thơ và là một thành viên ban giám khảo của giải Man Booker Prize năm 2007. Năm 2011 Thư viện Hoàng gia Anh trả 32 nghìn bảng cho bản quyền 40 nghìn thư điện tử của bà.
Năm 1987 bà nhận giải thưởng của Hội Nhà văn Anh (The Cholmondeley Award). Năm 1995 nhận giải của Viện Nghệ thuật Mỹ (The Michael Braude Award) và năm 2010 nhận Huy chương của Đế chế Anh.
Hiện bà sống tại Ely với nhà thơ Lachlan Mackinnon.

## Một số bài thơ

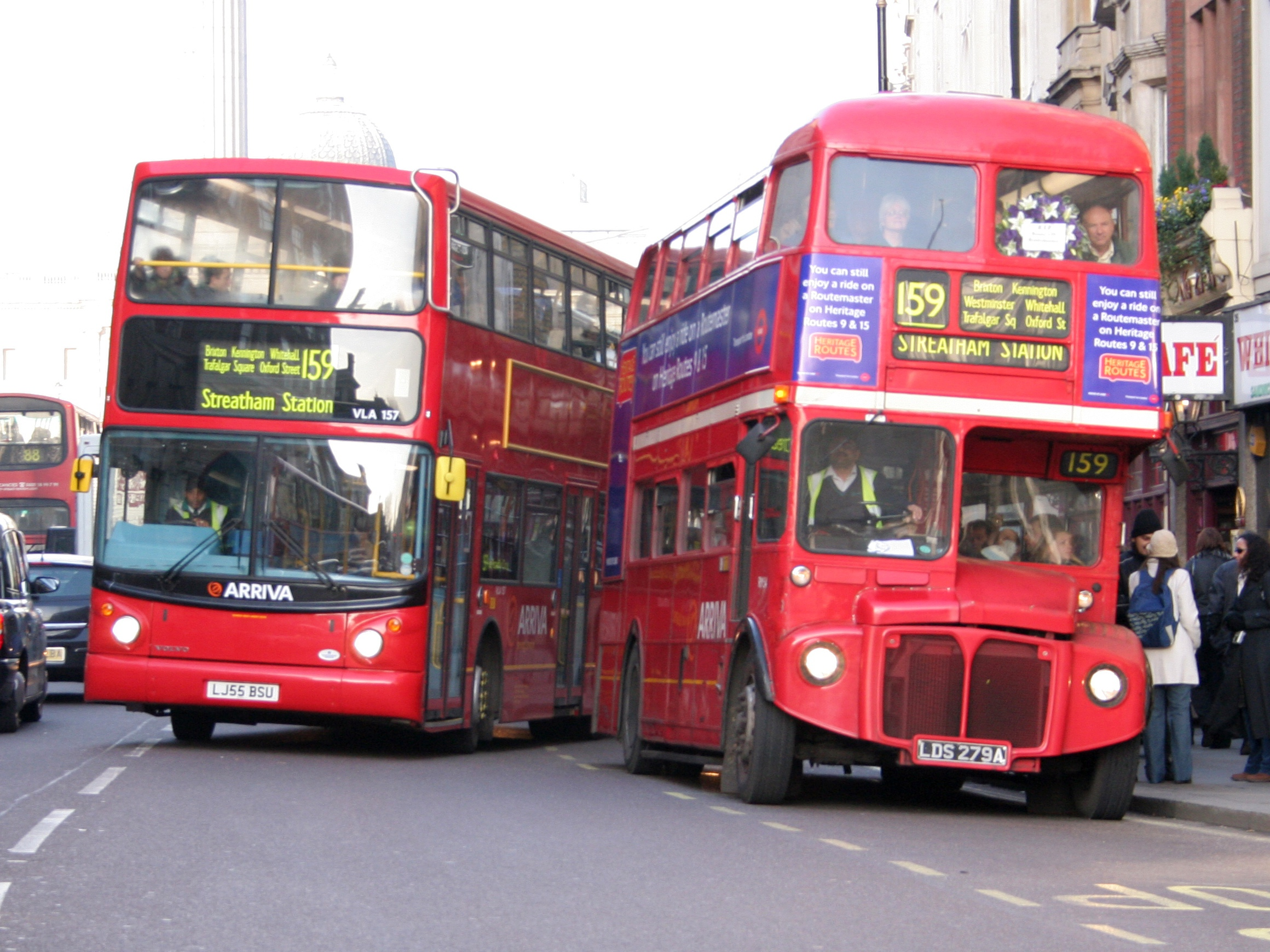
Xe buýt Luân Đôn

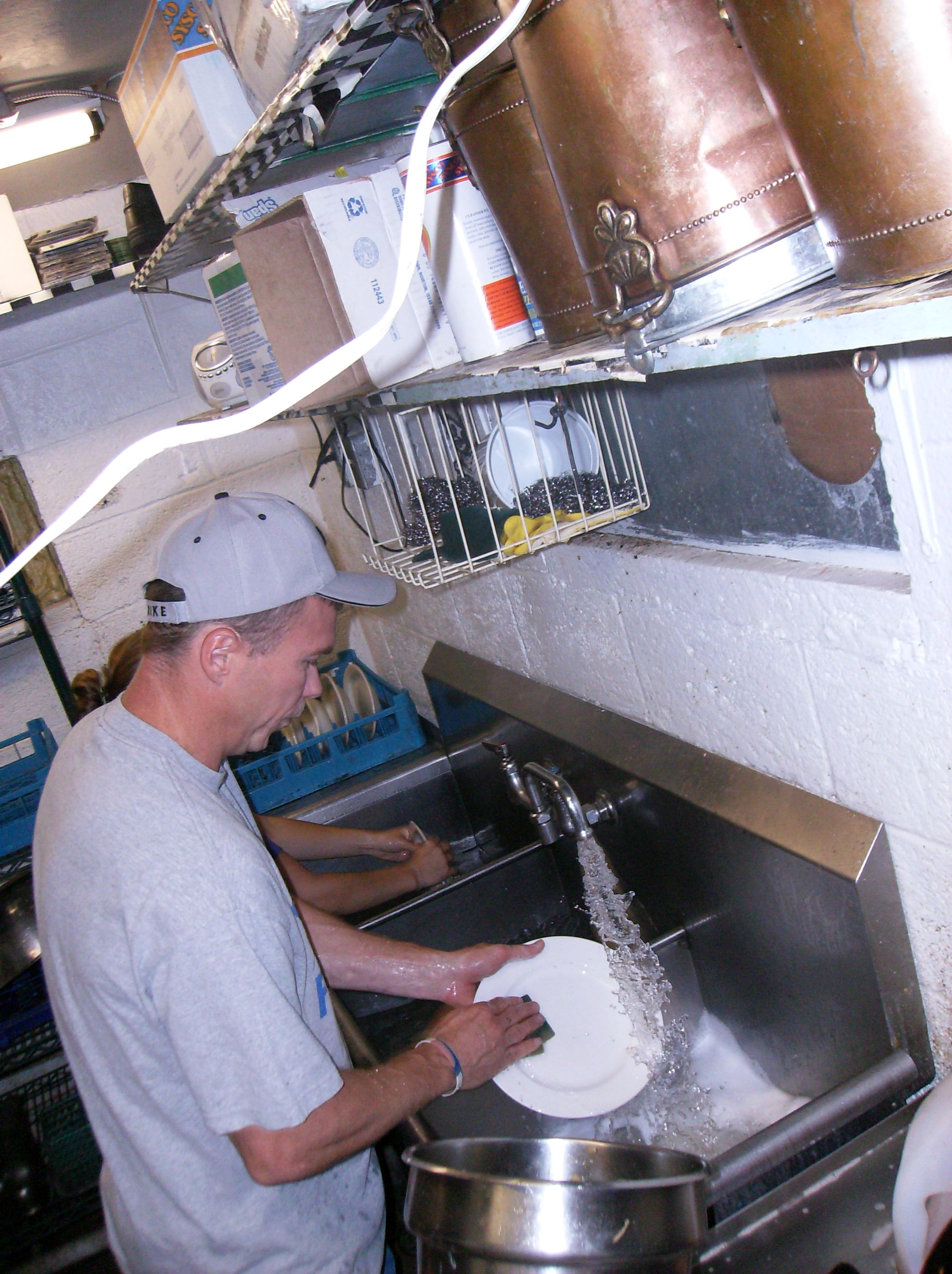
Đàn ông rửa bát

| Đàn ông dê Đàn ông dê, như xe buýt kia đỏ sậm Thường thì bạn chờ đợi hàng năm trời Nhưng hễ ghé bến bạn có một người Thì lập tức hai ba xe nhào đến. Bạn nhìn đèn người ta xi-nhan cho bạn Ai cũng muốn bạn lên xe của mình Nhưng mà bạn không có nhiều thời gian Để mà lựa chọn cho mình điểm đến. Không thể quay lại – nếu như nhầm lẫn Nếu bạn nhảy ra thì chỉ biết đứng nhìn Dòng xe cộ vội vàng lướt qua nhanh Giống như thời gian, giống như năm tháng. Hai vị Thuốc cho Tình 1.Tránh ánh mắt người ta. Đừng gọi điện hoặc viết thư 2.Và cách này dễ hơn: tìm cách sống gần kề. Lời chúc Giáng sinh Lại về đây, ngày giáng sinh đáng ghét Chúng ta hãy nâng cốc chúc yêu thương Chúc an lành, chúc những người đàn ông Trong ngày này đàn ông lo rửa bát. Hoa Những người khác không hề nghĩ như anh Chỉ có anh mới nghĩ ra như vậy Anh gần như đã mua hoa tặng em Nhưng có điều gì xảy ra ở đấy. Hoặc cửa hàng đến giờ đóng cửa Hoặc là anh ôm một mối nghi ngờ Anh đã chọn nhưng rồi anh nghĩ lại Nhỡ người ta không nhận, đã không mua. Em đã mỉm cười, đã ôm lấy anh Và ta xa nhau từ ấy Nhưng bông hoa gần như mua cho em Vẫn còn tươi thắm mãi. Sau bữa ăn trưa Khi chia tay anh trên cầu Waterloo Em đi trên cầu mà nước mắt trào ra Em lấy găng tay lau dòng nước mắt Cố không nghĩ rằng em đã yêu rồi. Trên cầu Waterloo em cố nghĩ điều này: Chỉ vớ vẩn. Chút đồ uống và một đôi lời Nhưng khúc ca dạt dào trong lồng ngực Lại nghĩ khác. Và rằng em đã sai. Trên cầu Waterloo, gió lùa trên mái tóc Anh là thằng ngốc. Em chẳng quan tâm Nhưng có điều em không thể dối lòng Em thừa nhận điều này và bước tiếp. Bản dịch của Nguyễn Viết Thắng | Bloody men Bloody men are like bloody buses – You wait for about a year And as soon as one approaches your stop Two or three others appear. You look at them flashing their indicators, Offering you a ride. You're trying to read the destinations, You haven't much time to decide. If you make a mistake, there is no turning back. Jump off, and you'll stand there and gaze While the cars and the taxis and lorries go by And the phút, the hours, the days. Two Cures for Love 1. Don't see him. Don't phone or write a letter. 2. The easy way: get to know him better. Another Christmas Poem Bloody Christmas, here again. Let us raise a loving cup: Peace on earth, goodwill to men, And make them do the washing-up. Flowers Some men never think of it. You did. You'd come along And say you'd nearly brought me flowers But something had gone wrong. The shop was closed. Or you had doubts - The sort that minds like ours Dream up incessantly. You thought I might not want your flowers. It made me smile and hug you then. Now I can only smile. But, look, the flowers you nearly brought Have lasted all this while. After the lunch On Waterloo Bridge, where we said our goodbyes, The weather conditions brought tears to my eyes. I wipe them away with a black woolly glove, And try not to notice I've fallen in love. On Waterloo Bridge I'm trying to think: This is nothing. You're high on the charm and the drink. But the juke-box inside me is playing a song That says something different. And when was it wrong? On Waterloo Bridge with the wind in my hair I'm tempted to skip. You're a fool. I don't care. The head does its best but the heart is the boss - I admit it before I am halfway across. |